# Adonisea pauxillus
Adonisea pauxillus là một loài bướm đêm trong họ Noctuidae.